# Верес Василь Федорович
Васи́ль Фе́дорович Ве́рес (нар. 13 січня 1930, село Туради, Польща, тепер Жидачівського району Львівської області — 1 липня 1989, місто Івано-Франківськ) — український радянський діяч, генеральний директор «Прикарпатлісу». Герой Соціалістичної Праці (7.01.1981). Депутат Верховної Ради УРСР 11-го скликання. Кандидат економічних наук (1988).

## Біографія
У 1953 році закінчив лісоінженерний факультет Львівського лісотехнічного інституту.
У 1953—1964 роках — інженер, начальник виробничо-технічного відділу, головний інженер Вигодського лісокомбінату Івано-Франківської області.
Член КПРС з 1961 року.
У 1964—1965 роках — директор Коломийського лісокомбінату Івано-Франківської області. У 1965—1968 роках — директор Болехівського лісокомбінату Івано-Франківської області.
У 1968—1975 роках — головний інженер комбінату «Прикарпатліс» Івано-Франківської області.
У 1975 — липні 1989 р. — генеральний директор виробничого лісозаготівельного об'єднання «Прикарпатліс» імені 60-річчя Радянської України Івано-Франківської області.

## Нагороди
- Герой Соціалістичної Праці (7.01.1981)
- орден Леніна (7.01.1981)
- ордени
- медалі
- лауреат Державної премії Української РСР